# Lei Eloy Chaves
A lei Eloy Chaves (decreto nº 4.682, de 24 de janeiro de 1923) é uma lei federal brasileira que garantiu aos  ferroviários do setor privado o direito a um pagamento mensal durante a velhice. É considerada a origem da previdência social no Brasil.
O empregado precisava ter no mínimo 50 anos de idade e 30 anos de serviço no setor ferroviário. O valor do pagamento era um pouco inferior à média dos últimos salários recebidos na ativa.

## História
O Senado e a Câmara dos Deputados tiveram papel decisivo na matéria. A lei que o presidente Arthur Bernardes assinou em janeiro de 1923 foi proposta pelo deputado federal Eloy Chaves (SP) e aprovada pelas duas Casas do Congresso Nacional.
A lei, porém, não foi bem recebida pelos empresários. Segundo documentos históricos guardados nos Arquivos do Senado e da Câmara, parlamentares denunciaram que vários patrões tentavam burlar a lei para não pagar as aposentadorias na forma prevista. O senador Irineu Machado (DF), que havia trabalhado na Estrada de Ferro Central do Brasil antes de entrar na política, elencou varias irregularidades.
A São Paulo Railway Company avisou que, pelo menos no primeiro momento, só aposentaria os funcionários que completassem 60 anos, 10 a mais do que a idade mínima prevista na lei. O argumento é que a Caixa de aposentadorias (CAP) e pensões ainda não havia acumulado dinheiro suficiente para pagar o grande número de funcionários que já haviam chegado aos 50.
A Leopoldina Railway Company decidiu que a contagem dos 30 anos de serviços prestados começaria apenas no dia em que a norma entrou em vigor.
Para que a lei saísse integralmente do papel, foi preciso que o presidente Arthur Bernardes pressionasse as empresas. As companhias tiveram que ceder porque o serviço ferroviário era uma concessão pública e elas não queriam perder o contrato.